# Narcissus × tenuior
Narcissus × tenuior là một loài thực vật có hoa lai ghép trong họ Amaryllidaceae. Loài này được Curtis mô tả khoa học đầu tiên năm 1797.